# La Chapelle-Saint-Martin-en-Plaine
La Chapelle-Saint-Martin-en-Plaine là một xã thuộc tỉnh Loir-et-Cher trong vùng Centre-Val de Loire miền trung nước Pháp.